# HD 12661 c
إتش دي 12661 ج (بالإنجليزية: HD 12661 c)‏ هو كوكب خارج المجموعة الشمسية يدور حول نجم إتش دي 12661، تبلغ كتلته ضعف ونصف كتلة كوكب المشتري.